# Marsha Norman
Marsha Norman (21 de septiembre de 1947) es una dramaturga, guionista y novelista estadounidense. Recibió el Premio Pulitzer de Drama en 1983 por su obra 'Night, Mother'. Escribió el libro y la letra de musicales de Broadway como The Secret Garden, por la que ganó un premio Tony. Ha sido codirectora del departamento de dramaturgia de The Juilliard School.

## Biografía
Norman nació en Louisville, Kentucky, siendo la mayor de los cuatro hijos de Billie y Bertha Williams. De niña, leía y tocaba el piano. Más tarde comenzó a asistir a funciones en el recién fundado Actors Theatre of Louisville. 
Se licenció en el Agnes Scott College (Atlanta, Georgia) e hizo un máster en la Universidad de Louisville.
Trabajó como periodista para el periódico The Louisville Times y también escribió para Kentucky Educational Television. 
Dio clases a niños y adolescentes en instituciones mentales y hospitales. Este trabajo ejerció gran influencia en su escritura, especialmente una niña de 13 años que influyó en su obra Getting Out. También dio clases de inglés en escuelas primarias.

### Carrera profesional
La primera obra de Norman, Getting Out, se representó en el Actors Theatre de Louisville y luego en Off-Broadway en 1979.  Esta obra trata sobre una joven que acaba de salir de prisión en libertad condicional tras una condena de ocho años de prisión por robo, secuestro y homicidio involuntario, y refleja la experiencia de Norman trabajando con adolescentes con enfermedades mentales en el Hospital Estatal Central de Kentucky.
El éxito obtenido por Norman con la obra Getting Out la llevó a trasladarse a la ciudad de Nueva York, donde en todo caso siguió escribiendo para el Actors Theatre de Louisville. 
Su obra de teatro Circus Valentine, se estrenó en el Humana Festival of New American Plays, festival internacional celebrado en Louisville, Kentucky, en 1978. La obra trata sobre un circo ambulante y su atracción estrella, unos gemelos siameses. Su siguiente obra, 'Night, Mother ', es su trabajo más conocido, cosechando gran éxito en Broadway y del que se hizo una versión cinematográfica. La obra le valió a Norman un gran reconocimiento, al tratar con franqueza el tema del suicidio, y ganó el Premio Pulitzer de Drama de 1983, el Premio Susan Smith Blackburn,  el Hull-Warriner, el Drama Desk Award y el premio Golden Plate de 1986 de la American Academy of Achievement. Su siguiente obra, Traveler in the Dark, recibió en cambio críticas mordaces de los críticos de Nueva York.
Norman escribió el libro y la letra del musical de The Secret Garden, una adaptación de la novela de Frances Hodgson Burnett The Secret Garden, obra con la Que ganó el premio Tony al mejor libro en 1991. Su trabajo en el teatro musical continuó con el libro y la letra del musical The Red Shoes, que fracasó en Broadway en 1993. La obra Trudy Blue, fue producida off-Broadway en 1999. Esa obra giraba en torno a una mujer a la que se le dice por error que le quedan dos meses de vida. También escribió el libreto de la versión musical de The Color Purple, que se estrenó en Broadway en 2005 y por la que recibió una nominación al Premio Tony al Mejor Libro de un Musical. 
Norman y el compositor Jason Robert Brown realizaron una adaptación sinfónica de la novela infantil The trumpet of the swan, que se estrenó en el Kennedy Center en 2008. Desde entonces, Norman ha escrito el libreto para la adaptación musical de la película The Bridges of Madison County, con una partitura de Brown. El musical se estrenó en el Festival de Teatro de Williamstown el 1 de agosto de 2013 y estuvo en cartel por un corto periodo de tiempo en Broadway desde el 20 de febrero de 2014. 

#### Televisión y cine
Los guiones de Norman para televisión y cine incluyen la versión cinematográfica de Night, mother. Ha escrito las películas para televisión Face of a Stranger (1991), A Cooler Climate (1999), Custody of the Heart (2000), y The Audrey Hepburn Story (2000). Ha escrito guiones para episodios de la serie de HBO In Treatment.
Norman ha trabajado en la facultad de la Juilliard School en la ciudad de Nueva York como codirectora del programa de dramaturgos estadounidenses Lila Acheson Wallace de Juilliard y es vicepresidenta del Dramatists Guild of America. Fue homenajeada en el Festival William Inge de 2011 por Logros Distinguidos en el Teatro Americano.